# Todd Strasser

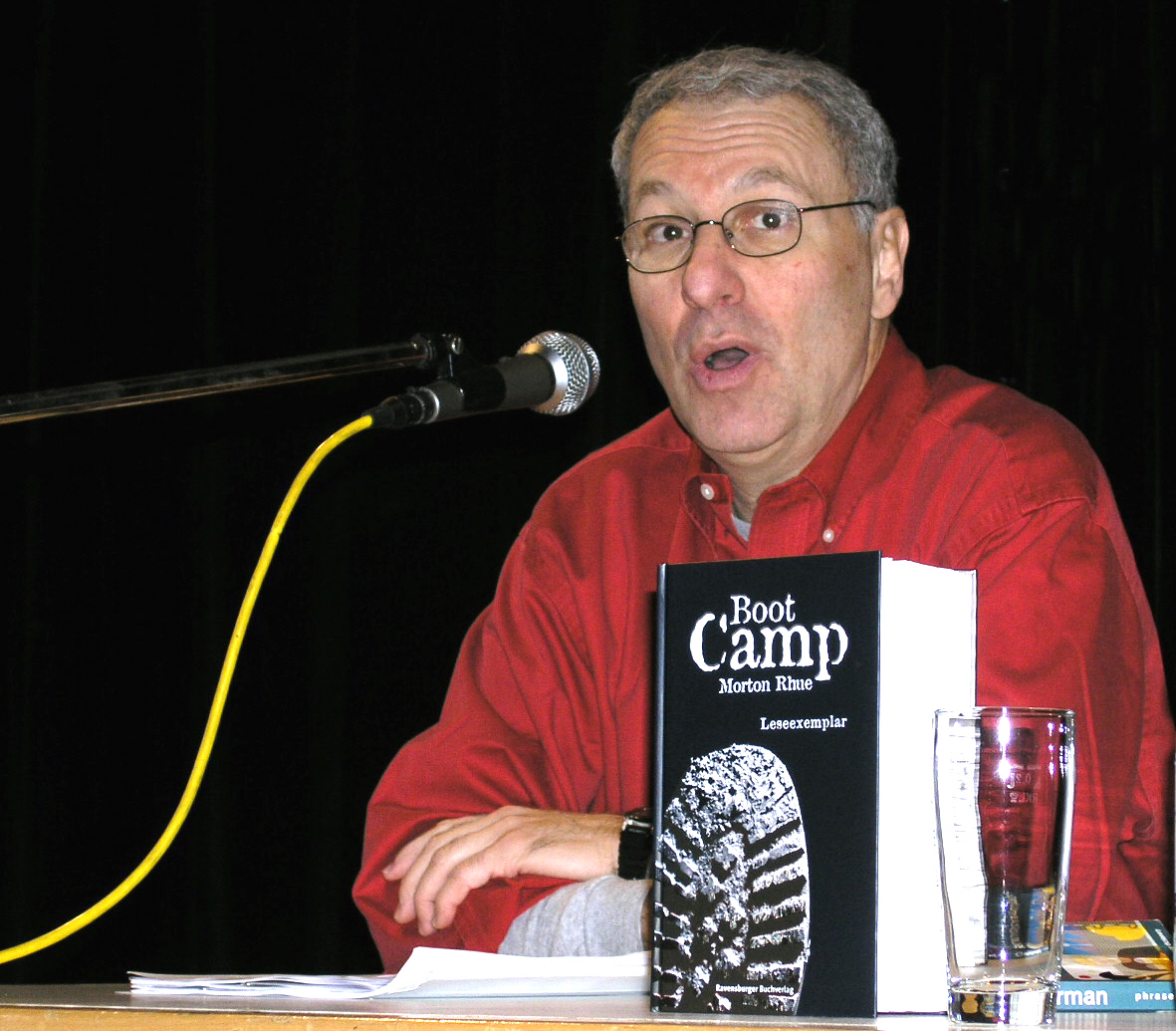
Strasser bei einer Lesung im Gymnasium Langenau am 9. März 2006

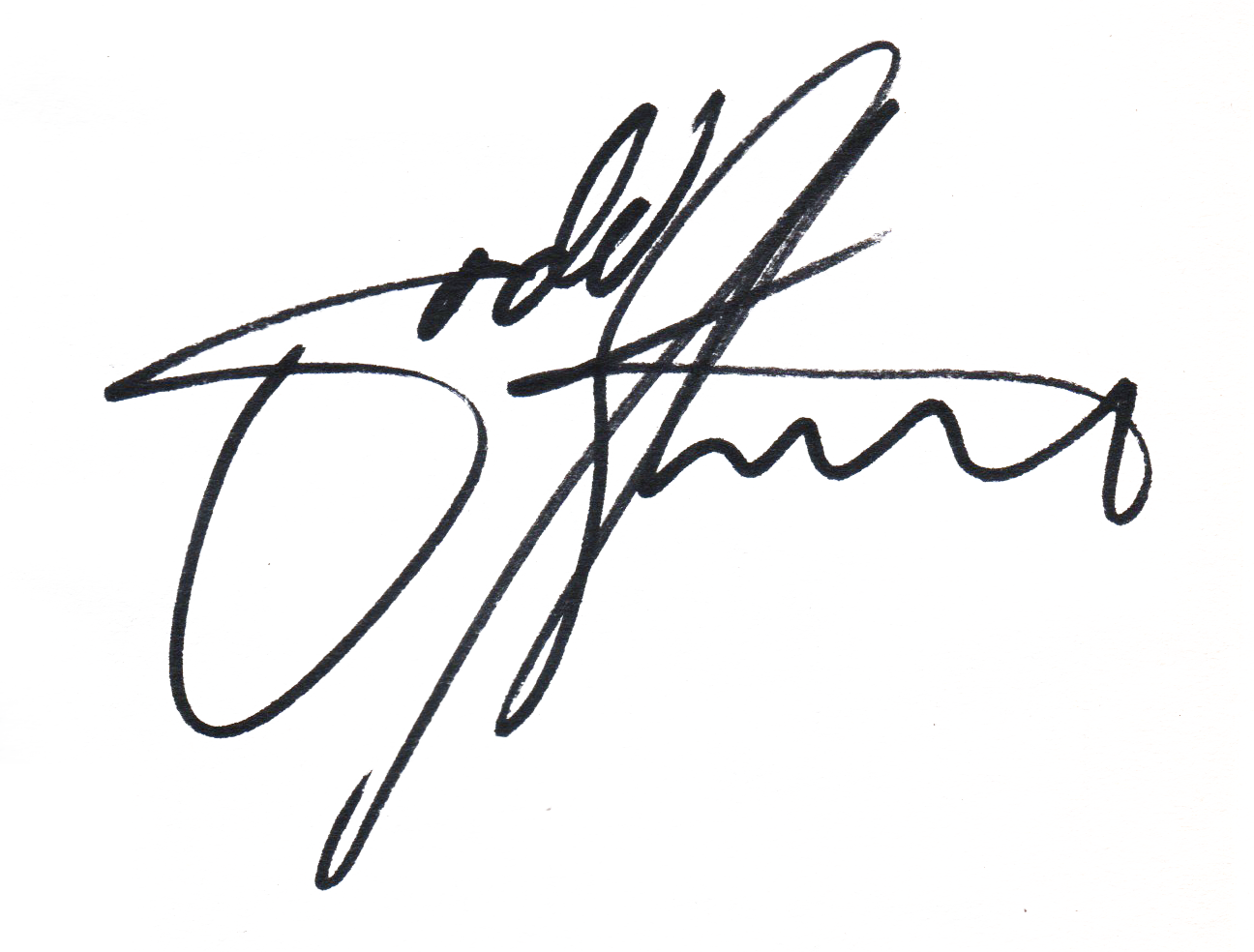
Unterschrift

Todd Strasser (* 5. Mai 1950 in New York City) ist ein US-amerikanischer Schriftsteller. Sein Künstlername Morton Rhue ist nach eigenen Angaben ein Wortspiel aus den französischen Wörtern Mort (Tod → Todd) und Rue (Straße → Strasser).

## Biografie
Seine Jugend verbrachte Strasser auf Long Island. Nach seiner Schulzeit studierte er zuerst Literatur und kreatives Schreiben an einem College in New York, das er jedoch bald wieder verließ. Wenig später lebte er in Europa, wo er seinen Lebensunterhalt als Straßenmusiker verdiente. Als er wieder in die USA zurückkehrte, begann er Literatur am Beloit College im US-Bundesstaat Wisconsin zu studieren, wo er 1974 seinen Abschluss machte. Danach arbeitete er einige Jahre lang sowohl als Zeitungsreporter für den Middleton Times Herald-Record, wie auch für die Firma Compton Advertising als Werbetexter.
Damals schrieb er schon Kurzgeschichten, die in The New York Times, The New Yorker oder im Esquire veröffentlicht wurden. 1979 erschien sein erster Roman mit dem Titel Angel Dust Blues.
In den USA hat er sich durch weitere zahlreiche Publikationen sowie mehrere Romane für Jugendliche einen Namen gemacht. Im deutschen Sprachraum wurde er vor allem durch das Buch Die Welle bekannt, das zum Lektürekanon in vielen Schulen gehört. Rhue greift in seinen Büchern komplexe Themen auf, wie den Nationalsozialismus, Gewalt an Schulen oder Obdachlosigkeit, und bearbeitet sie für Jugendliche.
Morton Rhue ist seit 1981 mit Pamela Older verheiratet. Er lebte mit ihr und seinen beiden Kindern 15 Jahre in New York City,  später in Larchmont, New York.

## Auszeichnungen
- 1988: Preis der Leseratten
- 1995: New York State Library Association Award for Outstanding Children’s Literature
- 1996: Children’s Choice-Auszeichnung der internationalen Reading Association
- 2005: Auswahlliste Deutscher Jugendliteraturpreis
- 2005: Silberner Lufti in der 8. Preisrunde
- 2008: Esel des Monats
- 2008: LesePeter-Buchpreis

## Werke
- Angel dust blues. A novel, Coward, McCann & Geoghegan, New York 1979, ISBN 0-698-20485-9.
- The Wave. Delacorte Press, New York City, New York, 1981.
  - Die Welle. Bericht über einen Unterrichtsversuch, der zu weit ging, Ravensburger Buchverlag, Ravensburg 2005, ISBN 3-473-58008-2.
- Der neue Sound, Würzburg 1988, ISBN 3-401-08000-8.
- Girls give birth to own prom date, New York 1996, ISBN 0-689-80482-2.
- Ich knall euch ab! (Give a Boy a Gun), Maier, Ravensburger 2002, ISBN 3-473-58172-0.
- Asphalt Tribe. Kinder der Straße (Can't Get There From Here), Ravensburger Buchverlag, Ravensburg 2005, ISBN 3-473-58212-3.
- Boot Camp (Boot Camp), Ravensburger Buchverlag, Ravensburg 2006, ISBN 3-473-58255-7.
- Ghetto Kidz, Ravensburger Buchverlag, Ravensburg 2008, ISBN 978-3-473-35292-0.
- Is that a dead dog in Your locker. Scholastic Corporation, New York 2008, ISBN 978-0-439-77694-3
- Too dark to see. Nighttime,  2009, ISBN 978-0-545-12476-8
- Fame Junkies, Ravensburger Buchverlag, Ravensburg 2010, ISBN 978-3-473-35319-4.
- Blood on My hands, Ravensburger Buchverlag, Ravensburg 2011, ISBN 978-3-551-35907-0
- How I changed My life. Simon & Schuster Books for Young Readers, New York 2011, ISBN 978-1-4424-5141-4
- Über uns Stille, Ravensburger Buchverlag, Ravensburg 2012, ISBN 978-3-473-40081-2.
- No place, no home, übersetzt von Katarina Ganslandt. Ravensburger Buchverlag, Ravensburg 2013, ISBN 978-3-473-40100-0.[2]
- Dschihad Online, übersetzt von Nicolai von Schweder-Schreiner. Ravensburger Buchverlag, Ravensburg 2016, ISBN 978-3-473-40118-5.
- Creature. Gefahr aus der Tiefe (The Beast of Cretacea), Ravensburger Buchverlag, Ravensburg 2017, ISBN 978-3-473-40150-5
- American Hero, übersetzt von Nicolai von Schweder-Schreiner, Carlsen, 2018, ISBN 978-3-551-31685-1
- The Good War – Wenn aus Spiel Realität wird, übersetzt von Angela Lück, dtv, 2024, ISBN 978-3-423-62805-1